# Madras Aseel
Madras Aseel er en hønserace, der stammer fra Indien. Racen er en gammel afart af Aseel.
Hanen vejer 3-3,5 kg og hønen vejer 2,5-3 kg. De lægger gulbrune til lysebrune æg à 50-55 gram. Racen findes også i dværgform.

## Farvevariationer
- Vildtfarvet